# Harriet Ware
Harriet Ware (Waupun, 26 de agosto de 1877-Nueva York, 9 de febrero de 1962) fue una compositora, pianista y educadora musical estadounidense.

## Primeros años
Harriet Ware nació en Waupun, Wisconsin, Estados Unidos, hija de Silas Edward Ware y Emily Sperry Ware. Mostró promesas musicales desde una edad temprana, y se graduó del Conservatorio de Música de Pillsbury en 1895, con más estudios en París y Berlín.

## Carrera profesional
Harriet Ware compuso canciones, obras corales, piezas para piano y al menos una ópera, Undine. Su «Hindu Slumber Song» (1909) y «Call of Râdha» (1909) fueron poemas de Sarojini Naidu llevados a la canción. También escribió canciones basadas en poemas de Thomas Moore, Edwin Markham, Cale Young Rice, Elizabeth Barrett Browning, Richard Lovelace, Bayard Taylor, Joyce Kilmer y Marie Van Vorst. También escribió obras musicales, The Morning Glory y The Varying Shore, ambas con Zoë Akins.
Su «Women's Triumphal March» fue la canción oficial de la Federación General de Clubes de Mujeres en 1929, y su puesta en canción del poema de Daniel A. Poling «The Rose is Red» fue la canción de la American Mothers Association. Las obras de Harriet Ware fueron especialmente populares en programas de canciones estadounidenses o en programas centrados en mujeres compositoras.
Harriet Ware vio la importancia de los clubes de mujeres en el apoyo a las artes, diciendo que «los músicos hacen bien en fijar su fe en estas agregaciones de 'la gente' en lugar de la riqueza o la influencia social de unos pocos». Ella era una fundadora y líder de la Sociedad de Arte Musical de Long Island. Durante la Primera Guerra Mundial, la sociedad ofreció un concierto de música de Ware, en beneficio de las esposas e hijos locales de soldados. También sirvió en el consejo asesor del Acuerdo de la Escuela de Música de Nueva York. También participó activamente en la Alianza Musical de los Estados Unidos y formó parte del jurado del concurso nacional de composición de Girl Scouts de la organización en 1918, junto con las compositoras Amy Beach, Gena Branscombe, Fay Foster y Margaret Ruthven Lang.
Como pianista, realizó una gira por el sur de Estados Unidos en 1920. En 1937 estaba de gira por el oeste de Estados Unidos, dando clases, entrevistas y conferencias, así como actuaciones. Escuchó una de sus obras dirigida en el Hollywood Bowl por Hidemaro Konoye. Durante varios años dirigió una escuela de música de verano en Plainfield, Nueva Jersey.
Desde 1926, dirigió su propia editorial musical y fue miembro de la American Society of Composers, Authors and Publishers (ASCAP).

## Vida personal
Harriet Ware se casó con un ingeniero químico, Hugh Montgomery Krumbhaar, en 1913; el aire nupcial que escribió para la cantata Sir Oluf se tocó en la ceremonia de su boda, y David Bispham cantó su canción «How Do I Love Thee?». Enviudó en 1950 y murió en la ciudad de Nueva York en 1962, a la edad de 84 años.